# E-book

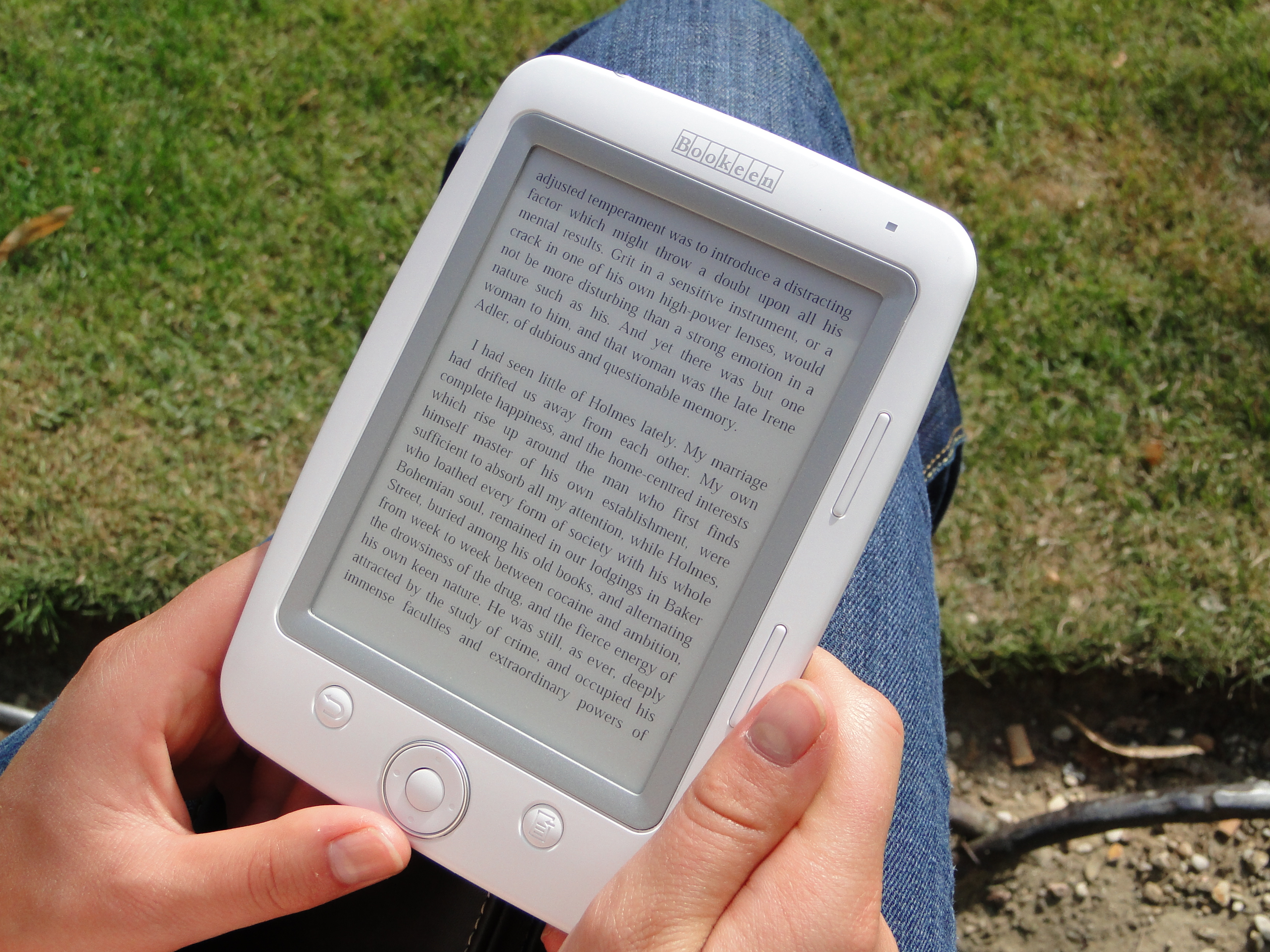
Il lettore di eBook Cybook Opus

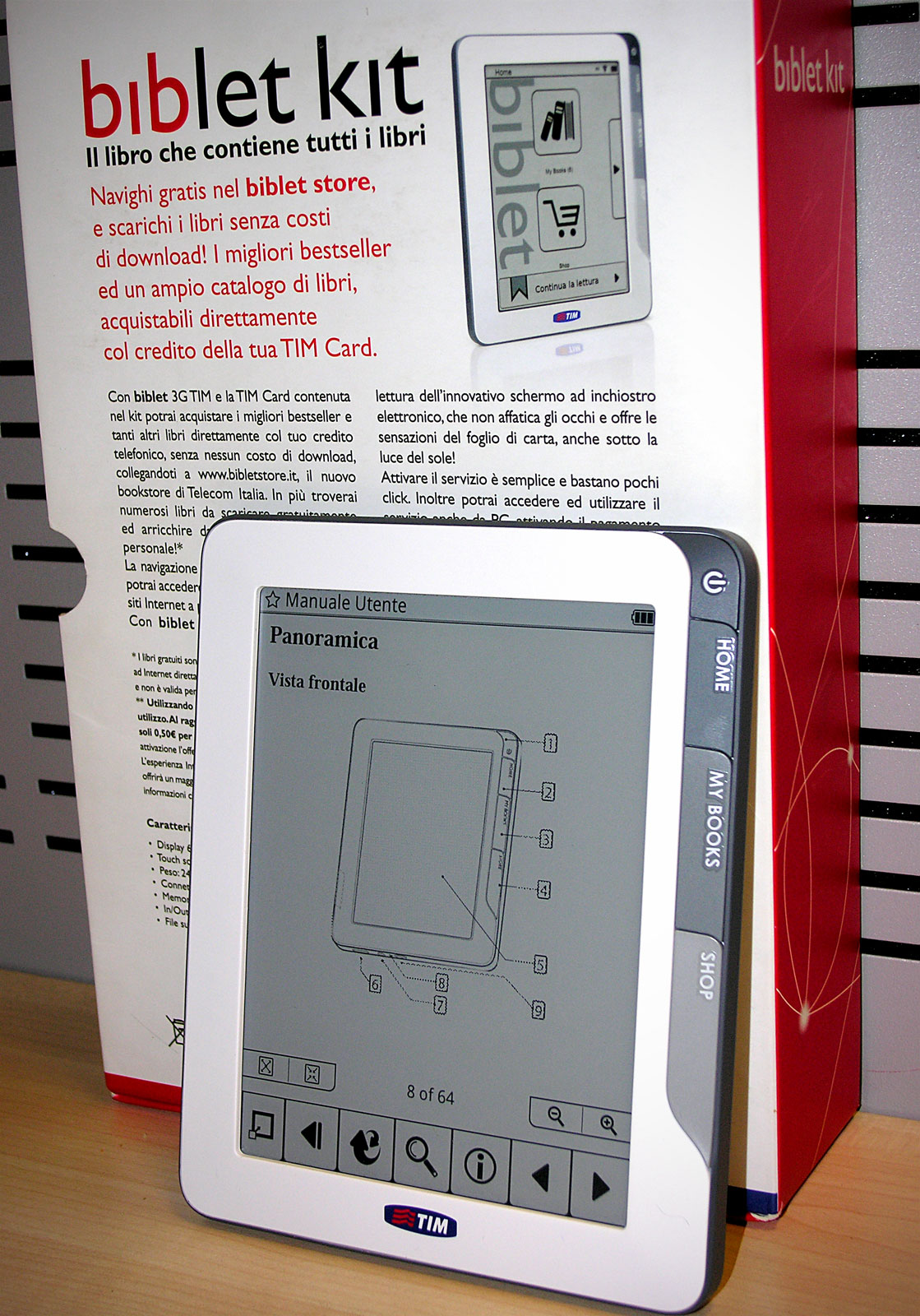
Lettore eBook Biblet prodotto da Sage Wireless

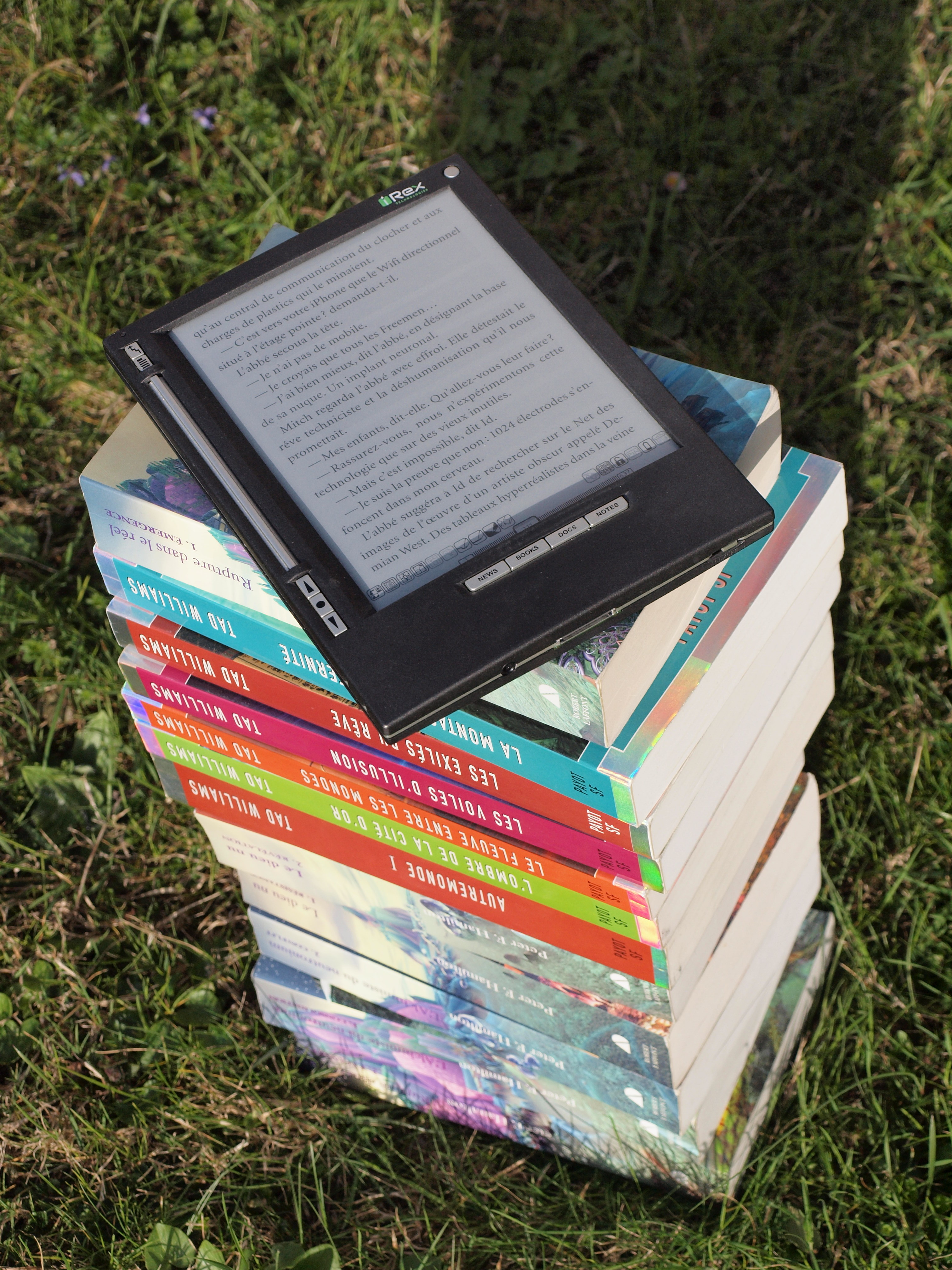
Lettore di eBook iliad con schermo a inchiostro elettronico

Un e-book (anche ebook, eBook), oppure libro elettronico o libro digitale, è un libro in formato digitale, apribile mediante computer e dispositivi mobili.

## Tecnologia
Per la lettura di un libro elettronico sono necessari diversi componenti:
- il documento elettronico di partenza in un formato apposito come ad esempio l'ePub
- un software di lettura compatibile con tale formato
- un dispositivo di lettura, tipicamente dotato di carta elettronica

Non tutti i documenti in formato digitale sono eBook: l'eBook infatti non si limita a presentare la sostanza del documento cartaceo ma cerca anche di replicarne la forma, in modo da rendere la lettura il più possibile simile a quella che si avrebbe sfogliando le pagine di un libro. Da ciò deriva che tutte le azioni che in un normale libro cartaceo sono immediate e scontate, come ad esempio lo scorrere le pagine o l'inserimento di un segnalibro, possono essere emulate dal software del dispositivo di lettura.
Il libro elettronico, nell'imitare quello cartaceo, approfitta ovviamente dei vantaggi offerti dalla sua natura digitale, che risiedono principalmente nelle possibilità di essere un ipertesto e inglobare elementi multimediali, e nella possibilità di utilizzare dizionari o vocabolari contestuali. Quando questa evoluzione degli eBook in senso multimediale arriva a particolari livelli di complessità si parla di "enhanced" eBook, ovvero eBook "arricchiti".

## Storia dei libri elettronici e dell'editoria digitale
- 1949: Ángela Ruiz Robles, una maestra e inventrice spagnola, registra un brevetto di Enciclopedia Mecánica, che anticipa alcune caratteristiche del futuro eBook[1].
- 1971: Nasce il Progetto Gutenberg, lanciato da Michael S. Hart. Il 1971 viene considerato da molti l'anno di nascita dell'eBook.
- 1987: Viene pubblicato e distribuito su floppy dalla Eastgate Systems il primo romanzo ipertestuale dal titolo Afternoon, a story di Michael Joyce. Il romanzo realizzato tramite l'uso di ipertesti era caratterizzato da una struttura non lineare.
- 1992-1993: Franco Crugnola e Isabella Rigamonti progettano e realizzano, per la loro tesi di laurea al Politecnico di Milano, il primo eBook (supporto elettronico per la sola lettura di testi) e lo chiamano "INCIPIT"[2].
- 1993: La Digital Book offre 50 libri digitali su floppy disk in formato (DBF).
- 1993: Una raccolta di candidati al Premio Hugo per il miglior romanzo viene pubblicata su CD-ROM da Brad Templeton.
- 1994: nasce il Progetto Manuzio, prima biblioteca digitale in lingua italiana.
- 1995: Amazon.com inizia la vendita di libri fisici via Internet.
- 1996: Il Progetto Gutenberg supera i 1.000 titoli.
- 1998 Kim Blagg ottiene il primo codice ISBN per un eBook ed inizia la vendita i libri multimediali via amazon.com, bn.com e borders.com.
- 1998: Vengono lanciati i primi eBook reader: "Rocket eBook" e "SoftBook".
- 1998: Il lettore Cybook Gen1 viene venduto - prima da Cytale (1998–2003) poi da Bookeen.
- 1998-1999: cominciano a proliferare siti di vendita e-libri in lingua inglese, come eReader.com e eReads.com.
- 2000: Stephen King offre il suo libro Riding the Bullet - Passaggio per il nulla in formato digitale.
- 2000: Edizioni Piemme pubblica, sotto lo pseudonimo di Geronimo Stilton, il primo e-book in lingua italiana Il mio primo manuale di Internet, da cui vengono pubblicati altri due eBook in lingua inglese, in occasione del Frankfurt eBook Award assegnato alla Fiera del libro di Francoforte[3][4].
- 2001: Nasce todoebook.com, primo sito web a vendere eBook in lingua spagnola.
- 2002: Random House e HarperCollins iniziano la vendita di titoli in lingua inglese. Nello stesso anno, Il mio primo manuale di Internet di Geronimo Stilton riceve il primo Children's eBook Award per il miglior libro elettronico alla Fiera del Libro di Bologna[5].
- 2004: Nasce Wikisource, progetto Wikimedia dedicato ai libri e agli eBook in pubblico dominio.
- 2005: Amazon acquista Mobipocket.
- 2006: Sony lancia il suo Sony Reader con tecnologia e-ink.
- 2007: Amazon lancia Kindle negli Stati Uniti.
- 2008: Adobe e Sony raggiungono un accordo per la condivisione delle loro tecnologia (ereader e DRM).
- 2008: BooksOnBoard inizia la vendita di eBook per iPhone.
- 2009: Amazon lancia il Kindle 2 ed il Kindle DX negli USA. L'integrazione tra l'eBook store di Amazon ed il Kindle ha permesso ad Amazon di coprire il 60% delle vendite di eBook alla fine del 2009[6].
- 2009: Barnes & Noble lancia il lettore Nook negli USA.
- 2009: Bookboon.com raggiunge la cifra di 10 milioni di download di eBook gratuiti in un anno.
- 2010: Amazon lancia il Kindle DX International Edition.
- 2010: Bookeen presenta il Cybook Orizon al Consumer Electronics Show[7].
- 2010: Apple lancia il tablet computer iPad, un dispositivo multifunzione utilizzabile anche come ereader. Contemporaneamente annuncia un accordo con i cinque maggiori editori in lingua inglese, che permette ad Apple di iniziare la vendita su larga scala di eBook mediante l'iBookstore, in aperta concorrenza con Amazon e Barnes & Noble.
- 2010: Google annuncia un nuovo servizio di vendita eBook online (Google Editions), in concorrenza con Amazon, Barnes & Noble e Apple.
- 2010: Al Salone del Libro di Torino lo store IBS.it lancia la sezione dedicata agli eBook: sono presenti 14 editori per un totale di 373 titoli.[8]
- 2010: TIM lancia BibletStore, servizio di vendita di eBook online che raggruppa i maggiori editori italiani, e Biblet, un eReader comprensivo di connessione 3G gratuita verso BibletStore.
- 2010: Per iniziativa di Marco Ferrario e Marco Ghezzi viene fondata 40k, la prima casa editrice italiana con un catalogo esclusivamente in digitale.[9]
- 2011: L'Association of American Publishers rende noto che nel febbraio del 2011 per la prima volta il formato più venduto è stato quello basato su eBook.[10]
- 2019: I lettori di eBook superano 1 miliardo di utenti nel mondo[11].

### Distribuzione
Le piattaforme di distribuzione di eBook permettono di mettere il libro in vendita in uno o più negozi online; possono anche offrire servizi addizionali, quali la conversione del testo in formati elettronici compatibili o l'aggiunta di sistemi di protezione DRM o social DRM. Si tratta comunque di attività slegate dalla piattaforma di vendita, ossia il sito vero e proprio in cui l'eBook viene acquistato.

## Dispositivi hardware di lettura
Malgrado un qualunque computer sia potenzialmente in grado di permettere la lettura di un eBook, si dovrebbe parlare di eBook reading device solo riferendosi a quei dispositivi dotati di caratteristiche tali da poter essere usati in maniera analoga a quella di un libro cartaceo.
Le caratteristiche essenziali che un eBook reading device dovrebbe avere sono:
- essere dotato di una fonte autonoma di energia
- avere dimensioni e peso simili a quelle di un libro cartaceo (in modo tale da essere facilmente trasportabile)
- permettere la lettura in condizioni ambientali (illuminazione, ecc.) simili a quelle in cui può essere letto un normale libro cartaceo

Tenendo conto di queste caratteristiche, possiamo suddividere i vari dispositivi hardware disponibili sul mercato in Tablet PC, palmari e lettori dedicati.
- Tablet PC: è un computer portatile a cui sono aggiunte diverse funzionalità hardware, come la possibilità di ruotare lo schermo (di tipo tattile) di 180 gradi in modo da renderlo simile, nel modo d'uso, ad un blocco per gli appunti. Oltre ai soliti sistemi di input è previsto anche l'uso di un pennino che, tramite software opportunamente predisposto, consente di interagire con lo schermo. Questi apparecchi, grazie alla loro flessibilità, consentono di svolgere attività molto diverse tra loro ed hanno generalmente una potenza di calcolo più che sufficiente per gli eBook. Potendo fare uso di sistemi operativi molto diffusi, i Tablet PC possono leggere molti formati diversi di eBook ma hanno generalmente lo svantaggio di essere un po' troppo ingombranti e pesanti. Altro dettaglio che li allontana dall'immediatezza di un libro cartaceo restano i tempi di attesa, ancora troppo lunghi a causa del caricamento del sistema operativo (questo svantaggio può essere parzialmente compensato con opportuni software, andando però a scapito dell'autonomia).
- Palmari: sono dispositivi che grazie alle ridotte dimensioni possono essere facilmente trasportati. Anche se sono nati per essere delle agende elettroniche, i palmari si sono arricchiti di funzionalità soprattutto per quello che riguarda il campo multimediale. La potenza di calcolo e la capacità di memoria che offrono, pur non raggiungendo quella dei computer portatili, sono comunque tali da permettere di portarsi dietro centinaia di libri e leggere anche gli eBook più complessi. I principali limiti di questi dispositivi sono da ricercare nelle dimensioni dello schermo (inferiori ad una pagina di un libro in edizione tascabile) che non permettono di visualizzare molto testo e nella scarsa autonomia di cui dispongono.
- Lettori di eBook: appartengono a questa tipologia tutti quei dispositivi (anche molto diversi fra loro) appositamente progettati per essere dei lettori di eBook. Anche se sono i dispositivi più indicati e comodi per leggere gli eBooks, inizialmente non hanno avuto il successo sperato. Nuova linfa è stata loro data dalla nascita dei lettori dotati di tecnologia E-ink, che permette la resa di una superficie quasi identica alla carta. Esistono già in commercio diversi dispositivi di questo genere, come l'eReader iLiad di iRex Technologies (una divisione della Philips), il Kindle di Amazon, il Cybook della francese Bookeen o il Sony PRS-505.

Un oggetto a sé è WikiReader, anch'esso non retroilluminato, ma dallo schermo molto piccolo e che permette la visione solo di Wikipedia in inglese.

## Panoramica sui formati dei libri elettronici
Gli eBook vengono realizzati e pubblicati nei più svariati formati, molti dei quali però non sono stati originariamente concepiti per essere dei veri e propri formati di eBook. La ragione principale è che il mondo degli eBook è un mercato ancora relativamente giovane, mentre alcuni formati esistono ormai da parecchi anni.
I nuovi formati, studiati appositamente per i libri elettronici, se da un lato hanno risolto i limiti dei formati più vecchi hanno creato però nuovi problemi.
Il mercato infatti ha indirizzato l'industria editoriale verso formati proprietari, legati cioè a specifiche piattaforme hardware e software, che limitano fortemente le scelte dell'utente finale. Questo fa sì che all'utente possa capitare, ad esempio, di ritrovarsi con eBook che possono essere letti solo con certi tipi di software, oppure con un hardware che non supporta il formato di eBook che si possiede.
Un modo per aggirare il problema della proliferazione dei formati oggi ampiamente diffuso è quello di convertire il formato che l'utente non desidera o non può utilizzare in un altro formato più congeniale. Questa operazione, oltre a non essere una soluzione definitiva al problema, spesso presenta problemi tali da non essere facilmente eseguibile da tutti; in alcuni casi i problemi tecnici sono tali da renderlo praticamente irrealizzabile.
I vari formati di eBook possono essere suddivisi in tre diverse categorie:
- Formati testuali (i più diffusi)
- Formati di immagini
- Formati audio

### Formati testuali
I formati testuali rappresentano il tipo di formato più utilizzato per la realizzazione di eBook. Anche se vengono genericamente chiamati "formati di testo", alcuni di questi formati permettono la creazione di ipertesti e l'inserimento di oggetti multimediali come immagini, audio o video.
I molti formati di testo disponibili, in relazione al mondo degli eBook, possono essere suddivisi in due categorie: 
- formati non appositamente ideati per gli eBook
- formati appositi per gli eBook

Ai formati non appositamente ideati appartengono la maggior parte dei formati più vecchi ma ancora ampiamente utilizzati, che proprio grazie a questo hanno il vantaggio di essere compatibili con molte piattaforme diverse. Utilizzandoli pertanto difficilmente si corre il rischio di non possedere il software o il dispositivo hardware adatto per leggerli.
In generale gli svantaggi derivano dalla mancanza di compressione del testo (che aumenta lo spazio occupato dall'eBook sul supporto di memorizzazione) e dal fatto che si adattano male ad essere utilizzati su dispositivi portatili dotati di schermi di piccole dimensioni come i palmari.
Elenco dei formati più usati per gli eBook non appositamente studiati per essi:
- ASCII
- Microsoft Compressed HTML Help (CHM)
- HTML
- Ms Word (.doc)
- PostScript
- RTF
- TeX
- PDF, formato nato per la stampa, non ottimale sugli eBook readers

I formati appositamente ideati per gli eBook hanno generalmente il vantaggio di essere adatti a piattaforme dotate di meno risorse hardware rispetto ai computer desktop.
Spesso infatti prevedono la riduzione delle dimensioni del testo e si adattano meglio ad essere visualizzati sui piccoli schermi dei dispositivi portatili.
Altra caratteristica che possiedono (voluta soprattutto dagli editori storici che si affacciano all'editoria elettronica) è quella di prevedere vari livelli di protezione del documento (DRM), che possono impedire la copia illecita di libri protetti dal copyright. L'adozione di DRM o meno è un tema su cui da anni si discute e sembra che la direzione che più favorisce la diffusione commerciale è quella dei libri privi di protezioni ma naturalmente ogni editore si organizza in maniera differente.
Lo svantaggio principale di questi formati è quello di essere spesso dei formati proprietari e di portarsi dietro quindi tutti i problemi che l'uso di tali formati genera.
Elenco dei formati più usati per gli eBook reader:
- ePub, formato aperto, evoluzione di OeB, che si sta affermando come standard più diffuso
- Mobipocket (mobi), utilizzato da Amazon Kindle
- FictionBook (fb2)
- LIT, formato nativo Microsoft, ormai obsoleto
- PDB, formato per Palm OS

### Formati di immagini
Il formato più semplice di eBook è quello in cui ad ogni pagina della pubblicazione viene associata una immagine digitale, che può essere salvata in uno dei molti formati di immagini esistenti.
Per visionare l'eBook non si avrà quindi bisogno di un apposito eBook reader ma basterà utilizzare un software compatibile con il formato di immagine con cui l'eBook è stato realizzato.
Questo tipo di formato presenta diversi svantaggi tra cui: l'accessibilità, le grosse dimensioni che tende ad assumere il file, l'impossibilità di poter selezionare o modificare una qualunque parte del testo e l'impossibilità di inserire collegamenti ipertestuali.
Per le loro caratteristiche, questi formati di eBook sono usati perlopiù nei fumetti, nei libri d'arte e in tutti quelli composti quasi esclusivamente da immagini.

I formati di immagini più usati a questo scopo sono:
- BMP
- DjVu
- JPG

## Confronto con i libri cartacei

### Vantaggi
- Autopubblicazione - numerosi vantaggi legati all'auto-pubblicazione di eBook lo rendono spesso più accessibile rispetto all'editoria tradizionale.[12]
- Trasportabilità e dimensioni del dispositivo - La maggior parte dei moderni dispositivi per eBook dispone di una memoria in grado di contenere un vasto numero di libri e molti di questi dispositivi hanno piccole dimensioni ed un peso contenuto e possono quindi essere trasportati ovunque.[13]
- Personalizzazione - Molti dispositivi permettono la lettura in condizioni di poca luce, permettono di ingrandire o ridurre le dimensioni dei caratteri oppure di cambiare il font del testo, alcuni usano sistemi di sintesi vocale per riprodurre il testo a persone non vedenti, ipovedenti, agli anziani oppure le persone dislessiche.[14]
- Trasportabilità del file - Molti rivenditori forniscono prodotti leggibili su più dispositivi allo stesso tempo, ad esempio lo stesso file può essere aperto contemporaneamente su più supporti e il dispositivo di lettura sarà in grado di tener traccia di dove si è arrivati con la lettura. Inoltre, molti dispositivi offrono la possibilità di effettuare un backup dei libri acquistati, consentendo di scaricarli in futuro qualora il dispositivo di lettura venga (ad esempio) perso oppure danneggiato.[15]
- Disponibilità immediata - Gli eBook possono essere acquistati e scaricati immediatamente, comodamente da casa ed in qualsiasi momento.
- Costi - Un dispositivo per la lettura di eBook costa generalmente di più rispetto ad un libro tradizionale, ma quando entrambi escono sul mercato nello stesso momento, la versione digitale ha solitamente costi inferiori.[16] Inoltre molti eBook (come le versioni elettroniche di libri non più soggetti a diritti d'autore) sono disponibili (legalmente) gratuitamente.[17]
- Segnalibri/Note - Molti e-reader consentono di tenere il segno delle pagine come i segnalibri per siti web dei browser e altri consentono di taggare particolari sezioni con brevi note di testo.
- Ricerche - Su un dispositivo e-reader è possibile fare ricerche specifiche su quante volte è stato utilizzato uno specifico termine oppure cercarne il significato in dizionari già inclusi nel dispositivo. Amazon ha riportato che l'85% dei lettori ricerca parole nel dizionario durante la lettura.[18]

### Svantaggi
- Non sanno di libro - Uno dei maggiori ostacoli agli eBook è dato dal fatto che gran parte delle persone apprezzano i libri in quanto oggetti concreti, nozione che include aspetti come la sua consistenza, l'odore, il peso ed il suo aspetto tradizionale sullo scaffale.[19] I libri cartacei tradizionali sono anche considerati beni culturali di valore, nonché simbolo dell'educazione liberale e degli studi umanistici.[20] Come scritto da Joe Queenan:"I libri elettronici sono ideali per le persone che valorizzano le informazioni contenute al loro interno, oppure per chi ha problemi di vista, oppure chi ama leggere in metropolitana, oppure chi non vuole che le altre persone vedano come si stanno divertendo, oppure chi ha poco spazio a disposizione oppure è disordinato, ma questo tipo di libri sono inutili per le persone che sono impegnate in una intensa storia d'amore eterna con i libri. Libri che si possono toccare, libri che si possono odorare, libri dai quali possiamo dipendere."[21]
- Privacy - Potrebbe esservi una mancanza di privacy riguardo alle attività di lettura e di consultazione fatte dall'utente finale, per esempio Amazon conosce l'identità dei suoi lettori, le loro letture, indicazioni precise su ciò che è stato letto e no, la pagina al quale l'utente è arrivato, quanto tempo è stato trascorso su ogni singola pagina da ogni singolo utente e quali passaggi sono stati sottolineati oppure annotati.[22]
- Rivendita usato - I libri cartacei possono spesso essere rivenduti oppure resi (entro dati limiti temporali), mentre la maggior parte dei libri elettronici non prevedono resi. Tuttavia gli eBook di Amazon consentono il rimborso entro 7 giorni dall'acquisto.[23]
- Necessità di specifici dispositivi - Mentre per leggere un libro cartaceo occorrono semplicemente luce e libro, per leggere un eBook sono necessari libro, luce (se il dispositivo per la lettura non è dotato di retroilluminazione) e specifico dispositivo. Gli e-reader sono dotati di batteria ad alta efficienza ma prima o poi devono essere ricaricati.[24]
- Libri non letti - Kobo ha rilevato che il 60% degli eBook acquistati dai rispettivi store di eBook non vengono mai aperti ed ha constatato che maggiore è il prezzo del libro, maggiore sarà la possibilità che il lettore aprirà almeno l'eBook.[25]

### Elementi di continuità
- Circolazione - come il libro a stampa delle origini - da quando nel XV secolo è diventato un oggetto di produzione su larga scala - anche la proficuità dell’e-book è determinata dalle sue possibilità di circolazione. Il libro, in qualunque forma e in tutte le epoche, per compiere il suo scopo ha bisogno di raggiungere un acquirente, cioè il lettore. La forte dipendenza dalle opportunità e dalle strategie di circolazione accomuna il libro a stampa con quello digitale ed è ancora oggi un elemento che determina la fama e la possibilità di essere memorabile del testo che contiene. In questo senso il caso Subiaco[26] è significativo del ruolo determinante delle strategie di circolazione sulla sorte dei libri e dell'editore che lavora per pubblicarli. Ancora oggi, un editore senza comparto commerciale, sia fisico che digitale, si costringe a non portare a compimento la propria impresa, il cui ultimo atto è la vendita. Basti pensare che uno dei testi "di lavorazione" più importanti di una casa editrice sono le schede commerciali: testi in cui i libri in uscita vengono presentati per il mercato. Esse sono consegnate ai rappresentanti zonali della distribuzione, i quali riferiranno ai librai della propria zona di competenza le caratteristiche dei libri e le motivazioni per cui dovrebbero acquistarne alcune copie per la vendita. La nascita di piattaforme di abbonamento ai libri digitali (vedi Perlego[27]) fa sì che gli editori debbano scommettere sui libri da inserire in programmi del genere, e accomuna l'e-book a tutte le altre forme di libro per la forte dipendenza dalla rete commerciale.
- Cura del testo - con il torchio manuale la cura del testo era compito anzitutto del compositore che con premura disponeva i caratteri sulla forma. La stampa poi era validata dal correttore di bozze e, in caso di errori, si apportavano modifiche alle forme del resto della tiratura per far sì che non si replicassero gli errori. Allo stesso modo il libro a stampa moderno necessita di una cura tipografica garantita dal comparto grafico di una casa editrice e dalla redazione nella figura dei correttori di bozze. Anche per l’e-book, che quindi si pone in continuità con le forme analogiche del libro, il lettore esige che il testo sia curato, secondo i criteri correttezza ortografica e coerenza sintattica.
- Caratteri - ai criteri di esattezza ortografica e sintattica, si aggiungono i requisiti di leggibilità in cui rientrano gli studi sul carattere. La dimensione del testo, l’interlinea, la crenatura fra i caratteri, i margini rapportati al corpo del carattere: tutte queste attenzioni tecniche si mantengono nella produzione dell’oggetto libro dall’Antico regime tipografico all’e-book digitale. I caratteri sono uno strumento grafico che nascono insieme al libro: Johannes Gutenberg, considerato l'inventore della stampa, era un orafo tedesco che ha trasferito le sue abilità tecniche dall'oreficeria all'arte della stampa. Il punto di partenza della sua attività imprenditoriale furono proprio i caratteri, prodotti con una lega di piombo stagno e antimonio - rinvenuta grazie alle conoscenze metallurgiche dello stesso Gutenberg. Dal primo momento in cui nasce il libro a stampa all'attuale libro (non solo) digitale, i caratteri hanno ancora il compito di essere l'elemento minimo del testo e necessitano la stessa perizia di oreficeria che hanno richiesto al primo editore che pensò di utilizzarli.

- Paternità dell’autore - dal 1710 in Inghilterra, dal 1793 in Francia e con Napoleone negli Stati italiani della Repubblica cisalpina[28], il testo è giuridicamente connesso al suo attore grazie al riconoscimento della proprietà letteraria. Da quel momento il testo sarà legato in maniera indissolubile al suo autore, anche dalle leggi sul diritto d’autore che derivano dalla Convenzione di Berna del 1886. Ancora oggi in Italia la Legge sul diritto d’autore concepisce la paternità dell’opera come principio inalienabile ed eterno, ponendo in continuità e sullo stesso piano il testo a stampa e quello digitale. Lo precisa l’articolo 20:

Indipendentemente dai diritti esclusivi di utilizzazione economica dell'opera, previsti nelle disposizioni della sezione precedente, ed anche dopo la cessione dei diritti stessi, l'autore conserva il diritto di rivendicare la paternità dell'opera e di opporsi a qualsiasi deformazione, mutilazione od altra modificazione, ed a ogni atto a danno dell'opera stessa, che possano essere di pregiudizio al suo onore o alla sua reputazione.
- Ruolo delle immagini - come per il libro a stampa, anche il libro digitale si compone non necessariamente soltanto di testo. Le immagini sono parte integrante di numerose varietà di prodotti e richiedono sia nel libro analogico sia in quello digitale che siano inserite in modo coerente con il testo, garantendo la fruibilità integrale e totale di entrambi.

## Tabella comparativa dei software dei lettori di libri elettronici
Nella seguente tabella si confrontano i software di lettura di e-libri più diffusi:
| Nome programma         | Principali formati supportati     | Sistemi operativi                           | Licenza      |
| ---------------------- | --------------------------------- | ------------------------------------------- | ------------ |
| Adobe Digital Editions | PDF, ePUB                         | macOS, Windows                              | proprietaria |
| Adobe Acrobat          | PDF                               | macOS, Windows                              | proprietaria |
| Calibre                | ePUB, LIT, HTML e altri           | GNU/Linux, macOS, Windows                   | GNU GPL v3   |
| Lexcycle Stanza        | ePUB, LIT, HTML, RTF, PDF e altri | multipiattaforma                            |              |
| FBReader               | FB2, ePUB, HTML e altri           | multipiattaforma                            |              |
| EaseReader             | DTB                               | Windows                                     |              |
| eMonocle               | OeB                               | macOS, GNU/Linux, Windows                   |              |
| eReader                | PRC, PDB                          | Palm OS, macOS, Windows                     |              |
| Mentoract Reader       | OeB                               | vari (richiede Java Runtime Engine)         |              |
| Microsoft Reader       | LIT                               | Windows, Windows Mobile                     | EULA         |
| MobiPocket Reader      | MobiPocket, OeB                   | Blackberry, PalmOS, Symbian, Windows Mobile |              |
| NIST Reader            | OeB                               | GNU/Linux, Windows                          |              |
| OpenBerg               | OeB                               | macOS, GNU/Linux, Windows                   |              |
| Okular                 | PDF, ePUB                         | GNU/Linux, Windows, macOS                   | GNU GPL      |
| Starbuck Reader        | HTML, TXT, PDB, PRC               | Windows Mobile                              |              |
| Tiny eBook Reader      | HTML, LIT, TXT                    | Windows Mobile                              |              |
| TK3 Reader             | TK3                               | macOS, Windows                              |              |
| TPB Reader             | DTB                               | Windows                                     |              |
| uBook Reader           | HTML, PRC, RTF, TXT               | PalmOS, SymbianOS, Windows Mobile           |              |

## Pirateria
L'avvento degli eBook ha tuttavia sollevato anche una serie di problematiche. Questo tipo di prodotto è infatti soggetto allo stesso tipo di attività illegale - definita pirateria digitale - che coinvolge anche film e musica. Alcune piattaforme infatti offrono sui propri siti i link per i download gratuiti degli eBook, un'operazione che fa sì che né l'editore né l'autore riceva alcun compenso per la loro opera.
Nel tentativo di combattere questa piaga, il 27 maggio 2015 l'Alta Corte inglese ha decretato per i 5 grandi fornitori di servizi internet del Regno Unito - BT, EE, Sky, TalkTalk, Virgin Media - l'obbligo di interdire l'accesso a 7 siti internet accusati di offrire in maniera illegale un totale di 10 milioni di eBook.
Da molti anni, l'eBook circola sia in campo professionale che in quello scientifico, tuttavia è solo grazie all'ampia diffusione degli e-reader che l'eBook diventa accessibile al grande pubblico. Ciò ha causato l'inevitabile invasione della pirateria digitale ai danni degli autori.
L'Associazione italiana editori (Aie), ha recentemente reso noto le impressionanti cifre che testimoniano l'ampia diffusione della pirateria di eBook. Infatti, analizzando i dati, emerge che in Italia, su 19.000 eBook, ben 15.000 sono disponibili nella versione pirata. Un numero enorme dal quale si può dedurre che più del 70% dei titoli digitali si può scaricare gratuitamente dai circuiti P2P o dalle piattaforme di file hosting (tipo MegaUpload). Inoltre, secondo una stima fatta nel Febbraio del 2012, su 25 best seller in classifica, il 75% circa è già disponibile sul web in versione pirata.
Proprio in Italia, il fenomeno della pirateria sembra essersi diffuso più che in altri paesi. Al fine di studiare il problema, è stato pubblicato un eBook intitolato Le isole dei pirati, a cura dell'Aie e scritto dal legale esperto di pirateria Renato Esposito. L'opera si incarica di tracciare una “mappa della pirateria e dei suoi modelli di business”. Da questo studio, è emerso in Italia vengono rimossi 500 eBook al giorno, con un ritmo che porterà a 180.000 rimozioni alla fine del 2015, ovvero 40.000 in più rispetto al precedente anno. Tuttavia, la forza della pirateria non è la tecnologia, come si potrebbe pensare, bensì la numerosità delle persone che si cimentano in questa pratica. Non è necessario essere particolarmente esperti.
Così come in Italia, anche in Germania il fenomeno della pirateria di eBook sembra aver preso il sopravvento negli ultimi anni. Infatti, secondo un recente articolo pubblicato dal quotidiano tedesco Frankfurter Allgemeine, il 90% dei lettori di eBook ad argomento narrativa, fantasy e manualistica usano eBook piratati. Tuttavia, è difficile poter quantificare in termini economici la reale perdita, siccome molte persone, probabilmente, non leggerebbero neppure se dovessero pagare per avere accesso ad un libro elettronico. Nell'articolo vengono altresì messe in luce alcuni soluzioni per poter combattere il fenomeno. È difficile fare una denuncia di ciò che avviene ma si cerca di rimuovere i link; a tale scopo, vengono ingaggiate aziende specializzate, che richiedono la rimozione di file protetti dai servizi di file sharing; Nonostante ciò, gli hacker usano programmi automatici per ricaricare non appena il file originale viene eliminato. Coloro che caricano sul web internet illegalmente, non agiscono in maniera disinteressata, ma per guadagnarne. Infatti, i siti su cui viene eseguito l'upload guadagnano mediante la pubblicità e gli account premium degli utenti che scaricano dati. Chi mette on line file riceve denaro dal servizio hosting, in base alla dimensioni e alle migliaia di scaricamenti. Inoltre, ne ricavano profitto le compagnie pubblicitarie che forniscono le inserzioni ai servizi di hosting e i provider di servizi finanziari attraverso cui i pagamenti possono avvenire anonimamente. Infine, i server si trovano spesso in territorio europeo, ma i siti sono registrati ai Caraibi, così che è difficile intervenire.
Tuttavia non in tutti i paesi la situazione è così degradante. Secondo alcuni dati resi noti recentemente nel Regno Unito, l'editoria è il settore meno afflitto dai download illegali e dalla pirateria online in tutta l'industria dell'intrattenimento. Secondo il quotidiano inglese Guardian, solo l'1% della popolazione britannica dai 12 anni in su ha letto libri scaricati illegalmente. La ricerca, condotta in Uk da Kantar Media, rivela che i consumatori di eBook sono quelli che hanno pagato in numero maggiore per i contenuti di cui hanno usufruito rispetto ai consumatori di altro tipo (film, musica, videogames ecc.). Per Richard Mollet, responsabile dell'Associazione degli Editori inglese, le "ragioni per cui i lettori preferiscono i servizi legali a quelli illegali sono la convenienza e la reperibilità". Le vie per procurarsi eBook piratati, in effetti, sono spesso impervie e, a volte, il prezzo già basso dei libri digitali non giustifica rischi e perdite di tempo.
La pirateria è un fenomeno dilagante che affligge ulteriormente l'industria culturale, già provata da anni di crisi. Chi ne fa maggiormente le spese sono gli autori, in particolar modo gli “autori medi”, ovvero coloro che non vendono best seller. Spesso, molti di loro non ottengono alte entrate, tanto che un minor apporto potrebbe comportare la cessazione della loro attività produttiva. Chi pratica la pirateria di solito, non considera che questa pratica mette a repentaglio posti di lavoro preziosi, di persone spesso tutt'altro che facoltose, precludendo così a molti autori di poter proseguire la loro attività. Ad esempio, in Spagna, Paese colpito dalla pirateria anche più dell'Italia, un recente rapporto della Coalición de Creadores e Industrias de Contenidos (quindi non solo l'industria dei libri) ha stimato che la pirateria ha distrutto 30.000 posti di lavoro diretti, ai quali si aggiungerebbero altri 150.000 impieghi indiretti se fosse debellata.

## Censura
Quando si parla di censura in merito agli ebook si fa riferimento alla limitazione della fruizione di un contenuto digitale, alla sua modifica o alla sua rimozione senza alcun consenso da parte dell’acquirente. La differenza sostanziale tra libro cartaceo e libro digitale ha introdotto nuove dinamiche legate alla censura. Infatti, l’acquisto di un ebook – a differenza dell’acquisto di un libro cartaceo – non comporta il possesso materiale del libro: il libro elettronico è un bene immateriale e, al momento dell’acquisto, quello che si sta veramente acquistando è una licenza d’uso  – che concede il diritto di accesso al contenuto – piuttosto che il libro stesso. Questa è la questione principale che porta a riflettere sul rapporto fra censura ed ebook. Il diritto d’accesso può essere revocato o modificato: un ebook può essere soggetto a restrizioni di accesso, aggiornamenti retroattivi e altre forme di controllo da parte delle piattaforme di distribuzione. Quindi, sebbene il digitale presenti dei vantaggi in termini di costo e disponibilità, non può essere ignorata la diversa la fruibilità che si ha del prodotto, dal momento che il lettore non ne detiene la proprietà effettiva ma solo un accesso condizionato. 

### Tipologie di censura negli ebook
Esistono varie modalità con cui la censura può essere applicata ai libri digitali. È possibile raggruppare le diverse modalità sulla base delle azioni effettuate sui contenuti dell’ebook:

#### Modifica del contenuto
Modifica retroattiva: gli editori o le piattaforme di distribuzione possono aggiornare o censurare parti di un libro già acquistato senza il consenso del lettore. A differenza di un libro cartaceo, che deve essere ristampato per subire modifiche, l’ebook permette un intervento diretto sul file digitale – anche senza consenso del da parte del lettore. Questo è sicuramente uno degli aspetti più controversi della censura degli ebook e solleva questioni etiche e legali riguardo alla trasparenza nei confronti del lettore e alla libertà d’accesso alle informazioni.

#### Modifica dell'accesso
Così come la modifica del contenuto può avvenire in maniera retroattiva e senza consenso, anche il diritto di accesso può essere modificato – e quindi anche revocato – senza preavviso. Se un libro viene tolto dalla piattaforma di distribuzione, l’acquirente vedrà l’ebook sparire la proprio e-reader – perdendo oltre che il libro anche eventuali appunti, note e segnalibri.

##### Restrizioni di accesso
1. DRM: il DRM (Digital Rights Management) è un sistema di protezione digitale finalizzato alla prevenzione della pirateria e delle violazioni del diritto d’autore sui testi digitali. Andando ad agire sull’accesso ai contenuti digitali, il DRM può trasformarsi facilmente in uno strumento censorio, per limitare l’accesso agli ebook – comportando addirittura la rimozione in alcuni casi. Il DRM non si applica però a tutti i formati – ad esempio i file PDF non lo prevedono. Sebbene non sia nato con lo scopo di censurare i contenuti, il DRM conferisce ai distributori un elevato grado di controllo sugli ebook[36].
2. Geoblocking: molti ebook sono disponibili solo in determinate aree geografiche a seguito di accordi sui diritti di distribuzione o per adeguarsi a regolamenti locali. Il geoblocking regola – permettendo o impedendo – l’accesso a contenuti digitali sulla base della localizzazione geografica dell’utente.
3. Censura algoritmica: filtri automatici possono influenzare la pubblicazione o la distribuzione di determinati contenuti basandosi su parole chiave o tematiche sensibili, limitando di fatto la circolazione di alcuni testi.

###### Revoca di accesso: Il caso Amazon[37]
Il caso più eclatante risale al 2009, in USA. I protagonisti coinvolti in questa controversia furono Amazon e i libri 1984 e La fattoria degli animali di George Orwell. I romanzi vennero infatti eliminati dai dispositivi Kindle degli utenti senza preavviso e senza il loro consenso. La controversia nacque a partire da una disputa sul diritto d’autore: i libri erano stati aggiunti al catalogo Amazon da terze parti, le quali non avevano però i diritti di pubblicazione sul libro. Amazon si era dunque riservato il diritto di rimuovere dalla piattaforma i titoli per questo motivo, senza però notificare gli acquirenti. Sebbene l’azienda abbia poi provveduto a rimborsare gli acquirenti, rimane ben evidente il problema relativo al potere delle piattaforme di modificare unilateralmente l’accesso e la disponibilità di contenuti digitali.

### Attori coinvolti nella censura degli ebook
Governi: possono essere gli stessi governi a imporre limitazioni sulla circolazione di ebook oppure a imporne delle modifiche rispetto ad alcuni contenuti. Molto spesso si tratta di una censura a priori, per cui si limita  la disponibilità di un testo sulle piattaforme di distribuzione o addirittura si limita direttamente la presenza delle piattaforme stesse. Quindi la censura operata dai governi si giostra fra blocco delle piattaforme e regolamentazione dei contenuti.
- Cina: attraverso il Great Firewall il governo cinese impone restrizioni sui contenuti disponibili online, incluse le piattaforme di ebook – fra cui Google Play Books e Amazon Kindle[38];
- Arabia Saudita e Iran: la censura viene applicata soprattutto su que testi che sono considerati contrari rispetto ai principi religiosi e politici; in particolare si agisce limitando le principali piattaforme di distribuzione.

Case editrici e distributori: entrambi possono decidere di applicare restrizioni sui contenuti per rispettare le normative locali o le proprie policy interne. Ad esempio molte piattaforme – fra cui Amazon, Apple e Google – hanno dei regolamenti e delle linee guida interne che potrebbero limitare l’accesso e la disponibilità di determinati titoli.